# Novîi Horodok, Veselînove
Novîi Horodok (în ucraineană Новий Городок) este un sat în comuna Variușîne din raionul Veselînove, regiunea Mîkolaiiv, Ucraina.

## Demografie
Componența lingvistică a localității Novîi Horodok
     Ucraineană (61,63%)
     Rusă (30,23%)
     Română (4,26%)
Conform recensământului din 2001, majoritatea populației localității Novîi Horodok era vorbitoare de ucraineană (61,63%), existând în minoritate și vorbitori de rusă (30,23%) și română (4,26%).